# Magyar Nemzet
Magyar Nemzet (en húngaro: "La Nación Húngara") fue un periódico de Hungría. Se publicó desde 1938 hasta 2018 y ha tenido notorios cambios en su línea editorial a lo largo de su historia. Se le consideraba diario conservador cercana a la ideología del partido Fidesz. 

## Historia
El periódico fue fundado en 1938 por Sándor Pethő y Gyula Hegedűs.  Durante sus primeras décadas tuvo una orientación política nacionalista centrista y se opuso al socialismo. Durante el levantamiento de 1956, el diario apoyó la insurrección popular. En 2000, tras fusionarse con el periódico de corte derechista Új Magyarország, el diario se inclinó a la derecha. En sus últimos años fue considerado un medio de comunicación afín a las ideas del partido Fidesz y del presidente del país, Viktor Orbán.
En abril de 2018 su editor declaró que la última edición del Magyar Nemzet tendría lugar el 11 de abril de 2018, citando dificultades financieras. Su sitio web también fue cerrado.